# Tendance
Tendance – album francuskiej piosenkarki Amandy Lear, wydany w 2003 roku.

## Ogólne informacje
Tendance jest reedycją poprzedniego albumu wokalistki, Heart. Ze względu na nieco inną listę utworów i nowy tytuł płyta ta jest jednak uznawana za osobny album w dyskografii Amandy Lear.
Oprócz piosenek z poprzedniej płyty, album zawiera trzy bonusy: "Beats of Love", nagrany razem z belgijską grupą Get Ready!, tytułową piosenkę z jej włoskiego talk show, "Cocktail d'amore" oraz remiks utworu "Love Boat". Pominięto na nagranie "Manuel do guerreiro da luz", a zamiast francuskiej piosenki "Vol de nuit" umieszczono jej angielską wersję "Travel by Night".

## Lista utworów
1. "Love Boat" - 3:11
2. "Do U Wanna See It?" - 3:50
3. "Tendance" - 4:15
4. "Lili Marleen" - 3:47
5. "Hier Encore (Yesterday When I Was Young)" - 3:52
6. "Porque me gusta" - 3:58
7. "I Just Wanna Dance Again" (Pumpin' Dolls Radio Edit) - 3:49
8. "Travel by Night" - 4:16
9. "L'Invitation au voyage" - 3:56
10. "The Look of Love" - 4:00
11. "L'importante è finire" - 3:16
12. "Rainbow Love Boat" (Oriental Mix) - 4:54
13. "Cocktail d'amore" (Original Mix 2002) - 4:12
14. "Beats of Love" (Radio Edit) (With Get Ready!) - 3:39

## Single z płyty
- 2002: "Beats of Love"